# Gelinotte
Gelinotte, född 1950 i Fay-les-Étangs i Frankrike, död 1970 i Frankrike, var en fransk varmblodig travhäst. Hon tränades och kördes av Charlie Mills.
Gelinotte sprang in cirka 1 miljon franc på 86 starter varav 54 segrar. Hon dominerade i världseliten under mitten av 1950-talet. Hon anses vara en av historiens bästa travhästar. Bland hennes främsta meriter räknas segrarna i Critérium des 4 ans (1954), Critérium Continental (1954), Prix de Sélection (1955, 1956), Prix de Paris (1955, 1956, 1957), Prix de France (1956, 1957), Prix d'Amérique (1956, 1957), Elitloppet (1956, 1957), Åby Stora Pris (1956, 1957), Gran Premio Lotteria (1956), Preis der Besten (1957) och Copenhagen Cup (1957).
Gelinotte tillhör den skara om nio hästar som under sin karriär har vunnit Elitloppet två gånger, och hon var den första genom tiderna att göra detta med segrarna i upplagorna 1956 och 1957.
Med segrarna i de tre loppen Prix d'Amérique, Prix de France och Prix de Paris säsongerna 1956 och 1957 fullbordade Gelinotte två stycken Triple Crown inom fransk travsport. Tillsammans med Jamin (1959), Bellino II (1976) och Bold Eagle (2017) är hon bland de enda som lyckats med bedriften att vinna en "Triple Crown". Hon är den enda som tagit dubbla "Triple Crown".